# Satiagraa da estátua de Neil
A Satiagraa da estátua de Neil foi uma agitação que ocorreu na Presidência de Madras, na Índia Britânica, durante o Movimento da Independência da Índia. Aconteceu em 1927, exigindo a remoção da estátua do coronel James Neil, situada em Mount Road (agora Anna Salai), em Madras.
James Neil, do regimento de Madras Fusileers, desempenhou um papel importante ao derrubar a Rebelião Indiana de 1857. Ele foi morto durante o Cerco de Lucknow e foi injuriado como o "açougueiro de Allahabad" pelos índios. Uma estátua dele foi colocada em Mount Road, Madras. Em 1927, tornou-se o alvo dos nacionalistas indianos. O Madras Mahajana Sabha e o comitê provincial de Madras do Congresso Nacional Indiano aprovaram uma resolução exigindo sua remoção. Eles começaram uma série de demonstrações em Madras. Os agitadores vieram de toda a Presidência de Madras e foram liderados por S. N. Somayajulu de Tirunelveli. Vários agitadores foram presos e condenados a penas de prisão que variam de algumas semanas a um ano de prisão rigorosa. Depois que os principais líderes, Somayajulu e Swaminatha Mudaliar, foram presos, K. Kamaraj se tornou o líder da agitação, em setembro de 1927. Mahatma Gandhi, que visitou Madras na mesma época, deu seu apoio à agitação. A legislatura de Madras também aprovou resoluções exigindo a remoção da estátua. A agitação perdeu força depois de alguns meses e foi abandonada para dar lugar ao boicote da Comissão Simon.
A estátua de Neil permaneceu no mesmo lugar e foi transferida para o campus do Edifício Ripon por alguns anos. Em 1937, quando o recém-eleito governo do Congresso (sob o ato de 1935) de C. Rajagopalachari o transferiu para o museu de Madras depois que uma resolução exigindo sua remoção foi aprovada na Corporação Madras. A partir de 2011, ainda permanece na seção de Antropologia do museu.